# Barlowia nephodes
Barlowia nephodes är en fjärilsart som beskrevs av Collenette 1932. Barlowia nephodes ingår i släktet Barlowia och familjen tofsspinnare. Inga underarter finns listade i Catalogue of Life.